# 47CLUB
47CLUB（よんななクラブ）は、日本の地方新聞社が集まり、地域の商品を全国に届けるショッピングモール及び企業(株式会社47CLUB)。

## 概要
- 2007年4月、電通が主体となり開始。「よんなな」とは日本の都道府県の数（47）のこと。
- 2008年7月、運営主体が株式会社47CLUBに変更。
- 2023年7月、システム移行に伴うトラブルで休止（1日～）[5]。

## 参加社

### 北海道地方
- 北海道新聞

### 東北地方
- 東奥日報
- デーリー東北
- 秋田魁新報
- 岩手日報
- 山形新聞
- 河北新報
- 福島民報

### 関東地方
- 茨城新聞
- 下野新聞
- 上毛新聞
- 埼玉新聞
- 千葉日報
- 神奈川新聞

### 中部地方
- 山梨日日新聞
- 静岡新聞
- 信濃毎日新聞
- 新潟日報
- 中日新聞（東京新聞・北陸中日新聞・日刊県民福井も含む）
- 岐阜新聞
- 北日本新聞
- 北國新聞
- 福井新聞

### 近畿地方
- 京都新聞
- 奈良新聞
- 産経新聞（大阪府の新聞社としての参加）
- 神戸新聞

### 中国地方
- 山陽新聞
- 中国新聞
- 日本海新聞（大阪日日新聞も含む）
- 山陰中央新報
- 山口新聞

### 四国地方
- 四国新聞
- 愛媛新聞
- 徳島新聞
- 高知新聞

### 九州・沖縄地方
- 西日本新聞
- 佐賀新聞
- 長崎新聞
- 大分合同新聞
- 熊本日日新聞
- 宮崎日日新聞
- 南日本新聞
- 沖縄タイムス
- 琉球新報
  - 47CLUBに入らず47NEWSに入っているのは共同通信、室蘭民報、日本経済新聞、ジャパンタイムズ、福島民友、中部経済新聞、伊勢新聞、紀伊民報[1]